# Австрійсько-колумбійські відносини
Австрі́йсько-колумбі́йські відно́сини — міжнародні відносини між Австрією та Колумбією. Дипломатичні відносини було встановлено в 1920, однак почесні консульства Австрії вже існували в Боготі та Барранкількільї ще з приблизно 1870 року. Австрія тримала посольство в Боготі до серпня 2012 року, відтоді справами займається посольство Швейцарії. Однак, залишаються п'ять почесних консульств: у Барранкільї, Калі, Картагені, Медельїні та Сан-Андресі. Колумбія має посольство у Відні.
Упродовж лютого — вересня 1980 року австрійський посол Едгар Зельцер утримувався в заручниках під час облоги посольства Домініканської республіки в Боготі.

## Двосторонні угоди
У силі перебуває один договір цих двох країн, заключений понад 40 років тому, а також один протокол про порозуміння:
- Договір між Республікою Австрія та Республікою Колумбія про скасування плати за візи, підписана 22 жовтня 1974 року в Боготі.
- Протокол про порозуміння щодо консультацій на високому рівні між Міністерством зовнішніх справ Республіки Австрія та Міністерством зовнішніх справ республіки Колумбія, підписаний 6 березня 1999 у Відні.[3]

## Економічні зв'язки
Австрійська федеральна економічна палата має торговий офіс в Боготі, що підпорядковується Австрійській торговій комісії в Каракасі, Венесуела. 2003 року двостороння торгівля між Австрією й Колумбією сягала в сумі 24,44 млн доларів США.

## Культурні зв'язки
Відомий ботанік та лікар Ніколаус Йозеф фон Жакен (1727—1817) проводив дослідницькі подорожі до регіону між 1755 та 1759 роками, що привели його до атлантичних берегів Колумбії. Карл Бруннер (1887—1960) вважається батьком-засновником сучасного містобудування Боготи, де він працював у 1930-ті. Герардо Райхель-Долматофф (1912—1994) був одним із засновників культурної антропології та етнології в Колумбії. Архітектор Фріц Блодек (1905—2001) сконструював понад 150 будівель житлового та промислового призначення, особливо в Медельїні. Продавець книг та журналіст Ганс Унгар (1916—2004) створив Центральну бібліотеку, фокусом якої є інтелектуальне та культурне життя Боготи